# Ita von Entringen

Wappen derer von Entringen

Ita von Entringen (* 1206 in Entringen; † 17. März 1273 in Gundelfingen) war die Gattin von Swigger von Gundelfingen.
Sie hatten acht Söhne und mehrere Töchter, von denen drei Söhne und mehrere Töchter in den geistlichen Stand traten. 

## Familie
Sie war eine Schwester von Eberhard von Entringen zu Straßburg sowie Konrad und Otto von Entringen.
Mit Swigger von Gundelfingen hatte sie folgende Kinder:
- N von Gundelfingen ⚭ Konrad von Markdorf
- Ulrich von Gundelfingen ⚭ N von Otterswang?
- N von Gundelfingen ⚭ Egilolf von Steusslingen
- Guta von Gundelfingen
- Swigger von Gundelfingen ⚭ Agnes von Lechsgemünd
- Swigger von Gundelfingen ⚭ Mechtild von Lupfen?
- Mangold von Gundelfingen
- Friedrich von Gundelfingen
- Bertold von Gundelfingen ⚭ N von Stoffeln? ⚭ N von Maisenburg?
- Konrad von Gundelfingen gen. von Granheim ⚭ Guta von Hohentanne
- Heinrich von Gundelfingen[6]